# 207687 Senckenberg
207687 Senckenberg è un asteroide della fascia principale. Scoperto nel 2007, presenta un'orbita caratterizzata da un semiasse maggiore pari a 2,3622314 UA e da un'eccentricità di 0,2175397, inclinata di 2,75551° rispetto all'eclittica.